# Aska och eld
Aska och eld (originaltitel: An Ember in the Ashes), även kallad Ember Quartet, är en fantasy-bokserie av Sabaa Tahir. Böckerna är utgivna av Penguin Random House-ägda förlaget Razorbill. En svensk översättning gavs ut av B. Wahlströms. Handlingen kretsar kring Laia och Elias, som lever i det kejsarstyrda Imperiet. Deras vägar korsas när Laias bror blir tillfångatagen och fängslad för landsförräderi. Kapitlen är omväxlande skrivna ur Laia och Elias perspektiv. Seriens centrala tema är kampen för frihet och ödet har en betydande roll.
Den första boken Askfödd hyllades och blev mycket omtalad i sociala medier. Den såldes till 24 länder. En filmatisering är planerad av Tahirs bror Haroon Saleem och Paramount Pictures som införskaffade rättigheterna innan boken släpptes.

## Handling
Serien utspelar sig i Imperiet, en strikt hierarki styrd av Kejsaren och krigarna. Flickan Laia tillhör de lärda som har förslavats under krigarna i staden Serra. När Laias bror Darin fängslas för landsförräderi söker hon hjälp från motståndsrörelsen. Rebellerna går med på att hjälpa Laia i utbyte mot att hon spionerar på Kommendanten vid Blackcliffs Militärakademi, som utbildar Imperiets soldater. Elias går på Blackcliff och tränas upp att bli en sorts elitsoldat som bär silvermasker. De har som främsta uppgift att straffa människor som ifrågasätter eller bryter mot Imperiets lagar. Elias hyser tvivel kring detta och planerar i hemlighet att fly från Blackcliff. Under berättelsens gång inser Laia och Elias att deras öden är sammanlänkade med varandra.

## Böcker
Böckerna i Aska och eld publicerades inbundna och i pocketupplagor. Alla fyra böcker har släppts men än har bara tre översatts till svenska av Ylva Kempe. Askfödd debuterade på en andraplats på The New York Times-bestsellerlista för ungdomslitteratur. På Amazon.com blev den utsedd till den bästa ungdomsboken 2015.
| Originaltitel             | Första utgivning på engelska (år) | Sidor | Kapitel | Svensk titel | Första utgivning på svenska (år) |
| ------------------------- | --------------------------------- | ----- | ------- | ------------ | -------------------------------- |
| An Ember in the Ashes     | 2015                              | 446   | 50      | Askfödd      | 2016                             |
| A Torch Against the Night | 2016                              | 464   | 57      | Eldmärkt     | 2017                             |

### Tillkomst

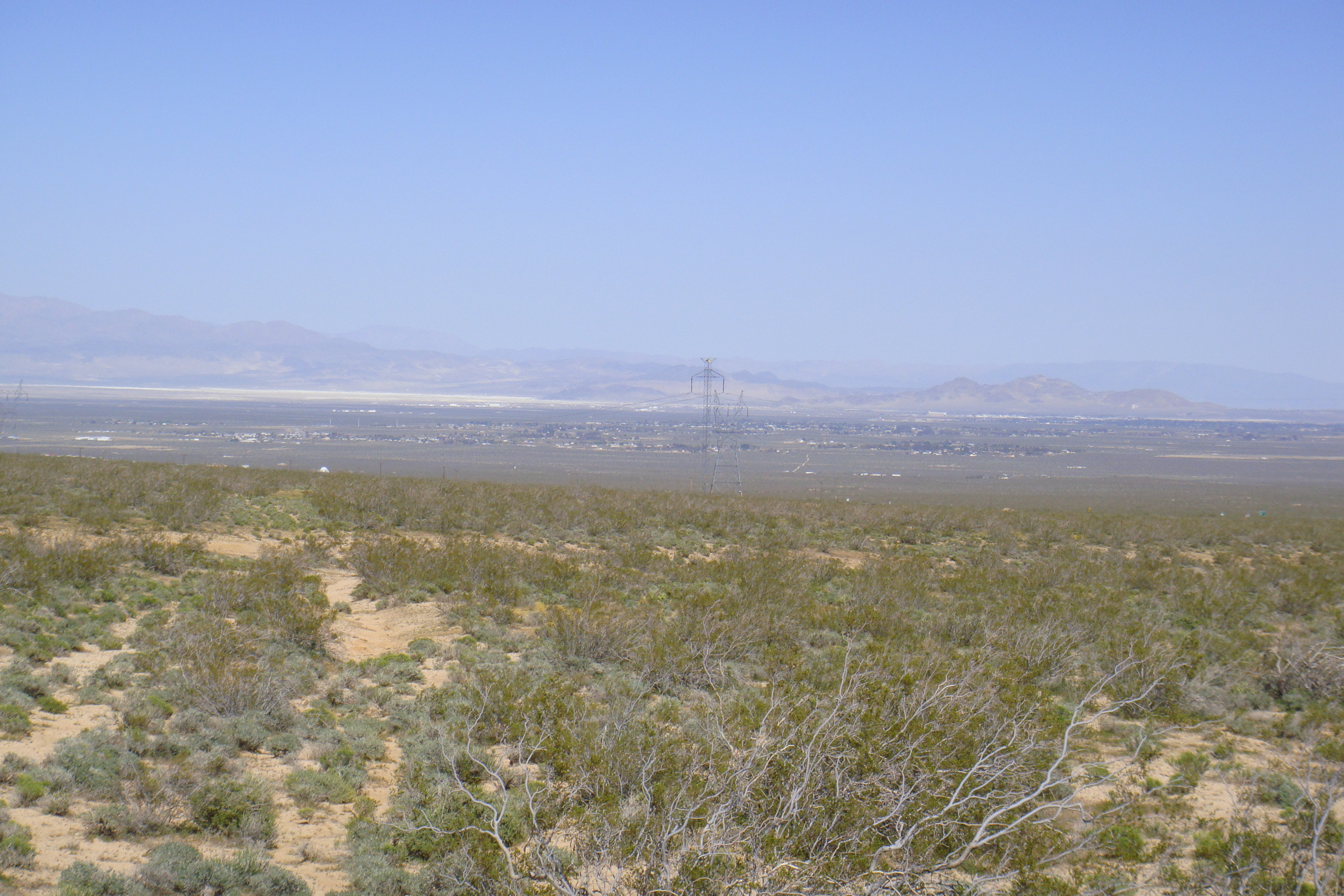
Tahirs hemstad Ridgecrest i Mojaveöknen var en av inspirationskällorna till serien.

Idéerna till Askfödd kom 2007 när Tahir arbetade som redigerare vid The Washington Post. Hon blev bland annat inspirerad av artiklar om Mellanöstern, speciellt en artikel som handlade om kvinnorna i Kashmir vars manliga släktingar hade blivit fängslade av militären. Boken släpptes  i april 2015 och presenterades först som en fristående bok. Den var Tahirs debutroman. Askfödd blev framgångsrik och ledde till en uppföljare, Eldmärkt. Den tredje uppföljaren A Reaper at the Gates släpptes den 24 april 2018.

### Struktur och teman
Böckerna är skrivna med ett förstapersonsperspektiv och har beskrivits som mörk fantasy. Influenserna är romersk och arabisk mytologi. En frihetskamp utkämpas i samhället som är ett ökenlandskap bestående av bland annat dyner. I den fiktiva staten Imperiet, som liknar det romerska riket, lever människorna i olika grupper: de lärda, maskerna, stamfolket, rebellerna och augurerna. Blackcliff och dess skolsystem är inspirerad av spartanernas agoge.